# Ctenodiscus crispatus
Ctenodiscus crispatus är en sjöstjärneart som först beskrevs av Anders Jahan Retzius 1805.  Ctenodiscus crispatus ingår i släktet Ctenodiscus och familjen Ctenodiscidae. Inga underarter finns listade i Catalogue of Life.